# Schwarzbach (Erkensruhr)
Der Schwarzbach ist ein rund 2,5 km langer, orographisch rechter Zufluss der Erkensruhr in der Städteregion Aachen in Nordrhein-Westfalen.

## Geographie

### Verlauf
Der Schwarzbach entspringt rund 9,3 km südöstlich des Stadtzentrums von Monschau und rund 210 m nördlich der Bundesstraße 258 in einem Waldgebiet. Der Bach fließt rund 1100 m in nordnordöstlicher Richtung. Dort fließt, ebenfalls von Süden kommend, der Obere Schwarzbach zu. Anschließend fließt er auf seiner verbleibenden Länge in nördlicher Richtung und mündet im Wüstebachtal in die Erkensruhr.

### Zuflüsse
- Oberer Schwarzbach (rechts), 1,0 km,	1,26 km²